# Alto dos Moinhos (stație de metrou din Lisabona)
Alto dos Moinhos este o stație de pe linia albastră a metroului din Lisabona. Stația este situată pe strada Rua João de Freitas Branco, sub viaductul Avenida Lusíada, în apropierea Estádio da Luz, deservind zona adiacentă. 

## Istoric
Stația a fost inaugurată pe 14 octombrie 1988, în același timp cu Colégio Militar și Laranjeiras, ca parte a extinderii liniei albastre a metroului către Benfica.
Proiectul original al stației aparține arhitectului Ezequiel Nicolau, iar decorațiunile pictorului Júlio Pomar.
Începând din 26 iulie 1994, în interiorul stației se află Museu da Música, beneficiind de un protocol de mecenat semnat între Institutul Portughez al Muzeelor (actualul Institut al Muzeelor și Conservării) și Metroul din Lisabona. Diverse evenimente muzicale sunt organizate în acest muzeu.
Pe 14 octombrie 2018, pentru a aniversa 30 de ani de la prelungirea liniei albastre, Metroul din Lisabona a organizat un tur de vizitare cu ghid în stațiile „Jardim Zoológico”, „Laranjeiras”, „Alto dos Moinhos” și „Colégio Militar/Luz”.
În luna mai 2019, în scopul reducerii consumului de energie electrică din rețea, Metroul din Lisabona a anunțat că a demarat un proiect de înlocuire a iluminatului existent în mai multe stații, inclusiv în „Alto dos Moinhos”, cu corpuri de iluminat funcționând pe baza tehnologiei LED, având o durată de viață mai mare și permițând o scădere a costurilor cu energia de până la 60%.
În anii 1950, în locul în care se află astăzi stația era planificată a se construi o stație importantă sau chiar un terminal al rețelei de tramvaie a Carris, aparent conectat cu restul rețelei prin linia de pe strada Estrada da Luz (liniile  13  și 13A către Carnide), via strada Rua Francisco Baía. Ar fi urmat să fie construit aproximativ acolo unde se află astăzi intersecția străzilor Freitas Branco și Alçada Batista, deservind viitorul Estádio da Luz.
În perioada îndelungatei faze de prelungire a liniei albastre, stația „Alto dos Moinhos” era indicată pe proiecte cu denumirea provizorie de Centro Administrativo.

## Legături

### Autobuze orășenești

#### Carris
- Campo Pequeno ⇄ Afragide
- Cidade Universitária ⇄ Quinta dos Alcoutins[13]